# Gorgo al Monticano
Gorgo al Monticano là một đô thị ở tỉnh Treviso trong vùng Veneto, có cự ly khoảng 40 km về phía đông bắc của Venice và khoảng 25 km về phía đông bắc của Treviso. Tại thời điểm ngày 31 tháng 12 năm 2004, đô thị này có dân số 4.112 người và diện tích là 27,1 km².
Đô thị Gorgo al Monticano có các frazioni (các đơn vị trực thuộc, chủ yếu là các làng) Navolé và Cavalier.
Gorgo al Monticano giáp các đô thị: Chiarano, Mansuè, Meduna di Livenza, Motta di Livenza, Oderzo, Pasiano di Pordenone.